# Scalloway Museum
Scalloway Museum er et lokalmuseum, der ligger i Scalloway, Shetland. Museet har en samling, der dækker Shetlandsøens historie emener som Shetland bus-operationerne. Museet har også det lokalhistoriske arkiv.

## Historie
Museet begyndte i 1985 under ledelse af den lokale Scalloway History Group. Mellem 2007 og 2011 blev en forladt klædemølle ved siden af Scalloway Castle restaureret og ombygget til et hus til museet efter tegninger af Gibson architects. I 2012 åbnede museet i den tidligere mølle ved en officiel ceremoni med Norges statsminister Jens Stoltenberg.